# Nebria livida
Nebria livida là một loài bọ cánh cứng thuộc họ Carabidae đặc hữu của miền Cổ bắc. Ở châu Âu, nó được tìm thấy ở Áo, Belarus, Bỉ, Quần đảo Anh, Cộng hòa Séc, Đan Mạch đại lục, Estonia, Phần Lan, Chính quốc Pháp, Đức, Hungary, Kaliningrad, Latvia, Liechtenstein, Moldova, Na Uy đại lục, Ba Lan, România, Nga, Slovakia, Thụy Điển, Thụy Sĩ, Hà Lan và Ukraina.

## Hình ảnh

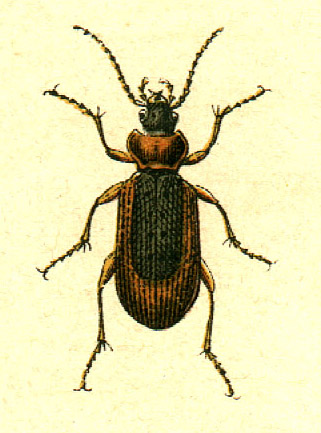
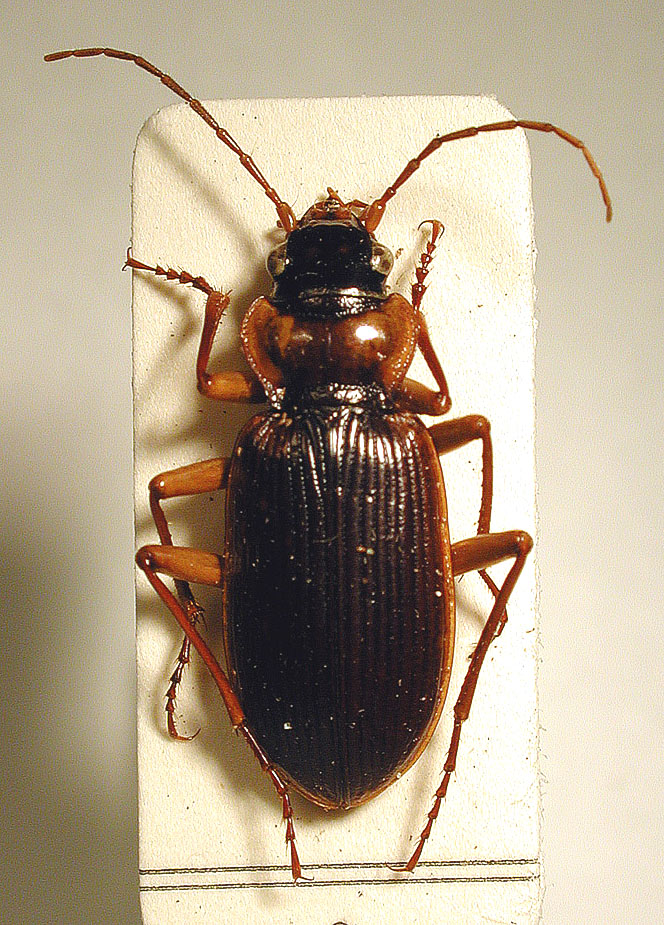
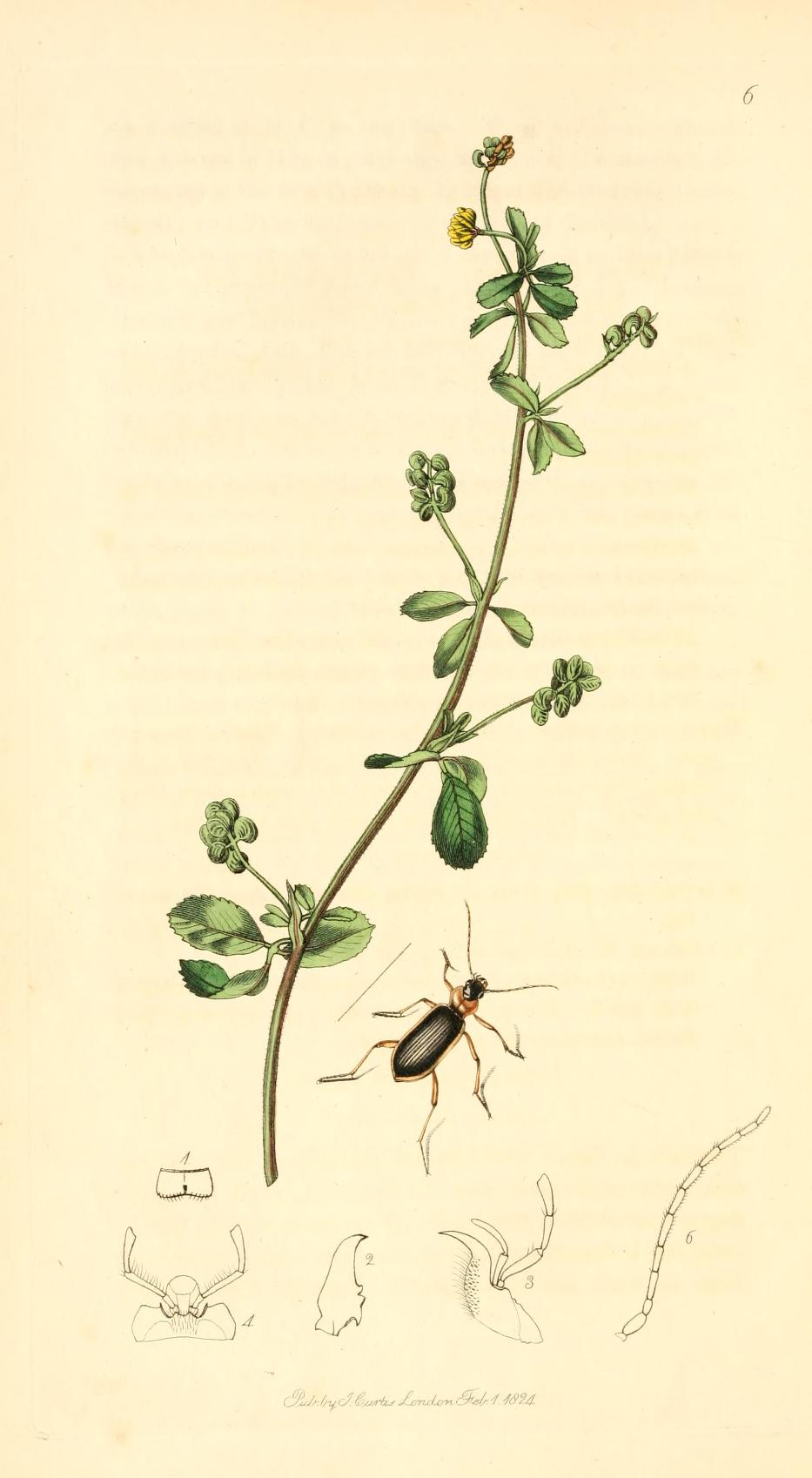
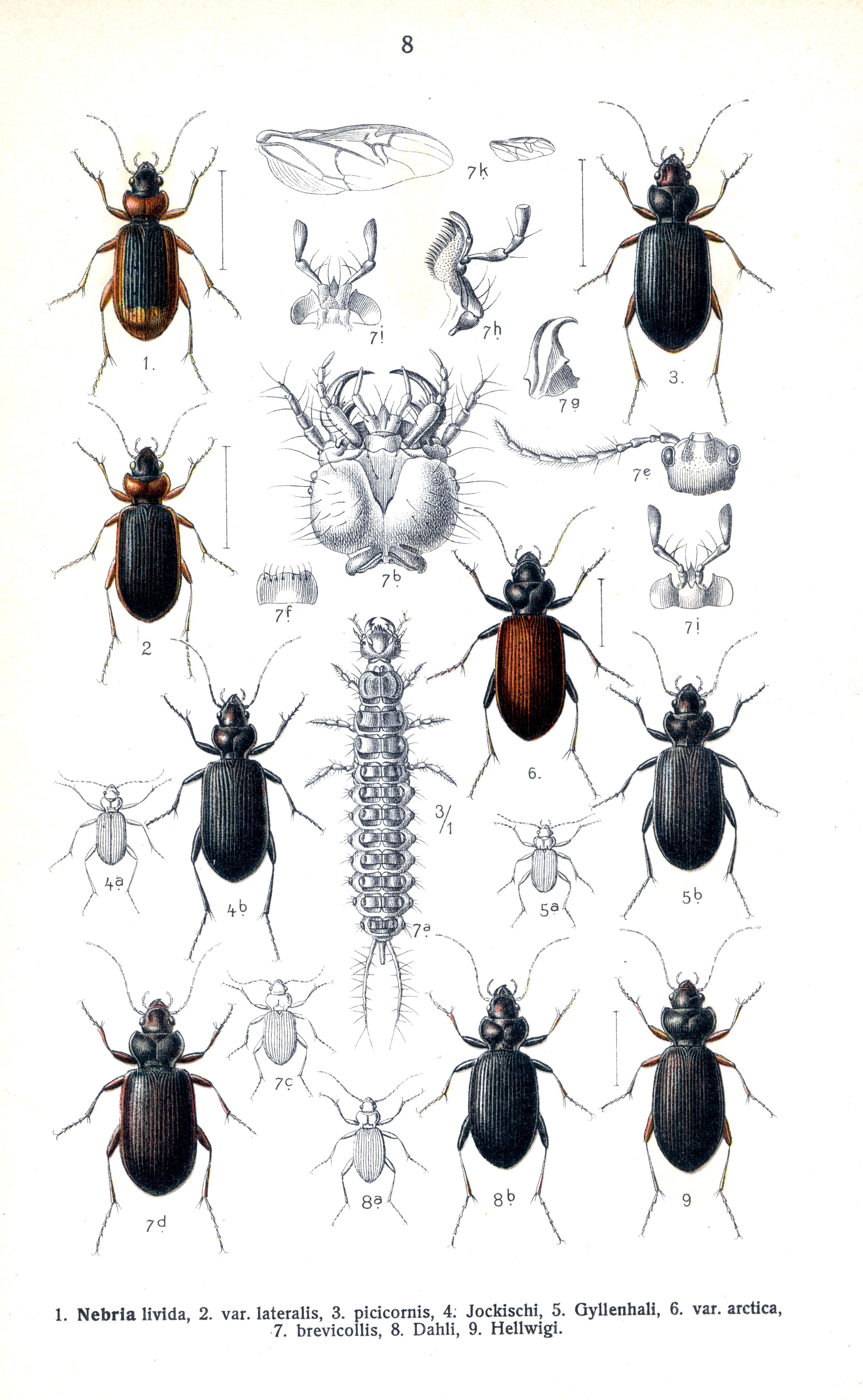
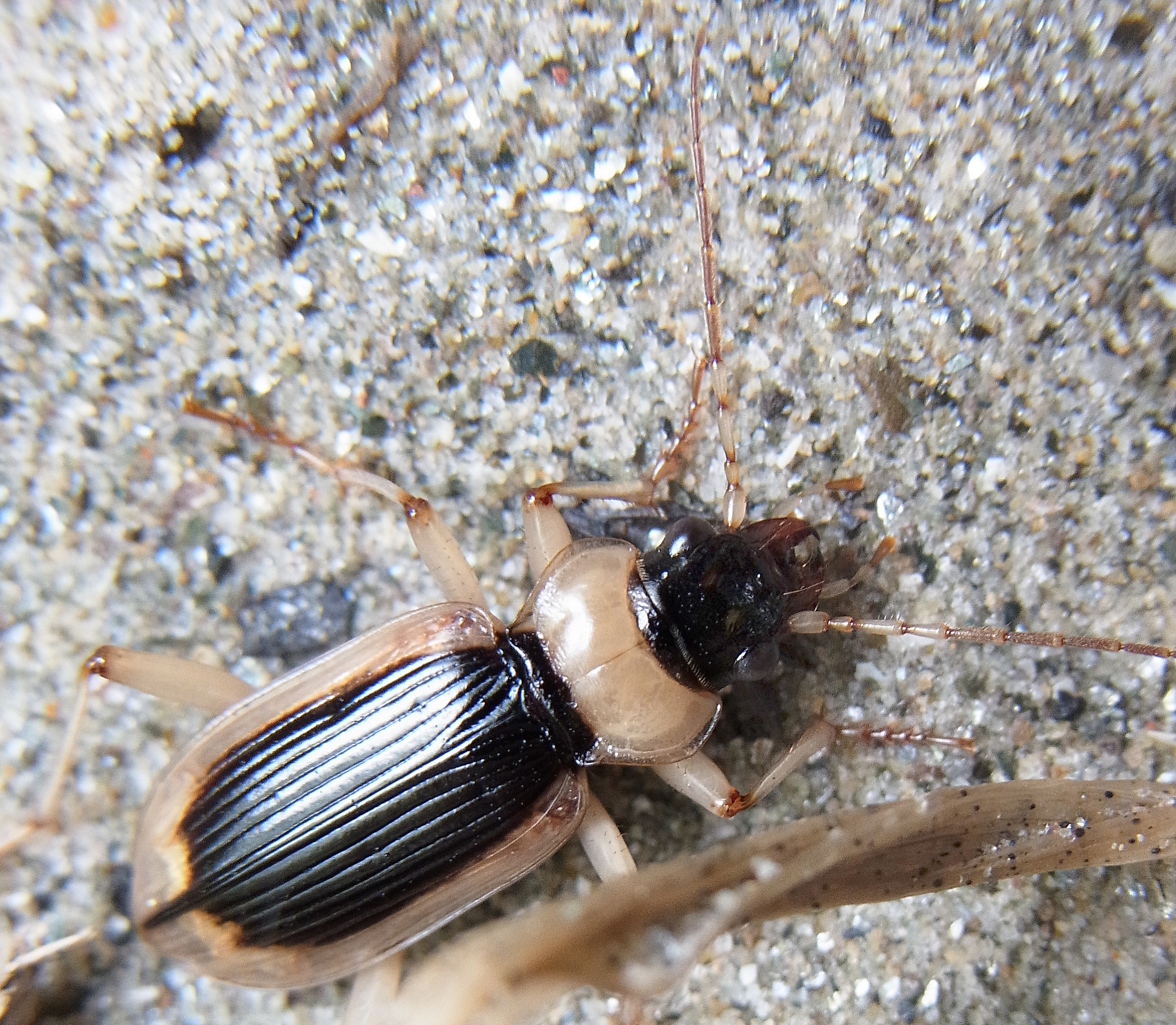